# 理療科教員
理療科教員（りりょうかきょういん）は、正式名称を特別支援学校自立教科教諭（理療）といい、視覚特別支援学校の理療科等において鍼灸、按摩、マッサージ、指圧の専門教科教育や実技教育を担当する。
免許には普通免許（教諭一種免許状・教諭二種免許状）、臨時免許（助教諭免許状）がある。

## 資格
- 普通一種免許状は、あん摩マッサージ指圧師、はり師・きゅう師の免許を取得後、文部科学大臣の指定する特別支援学校の教員養成機関（筑波大学理療科教員養成施設）を修了した者、または、理療に関する普通二種免許状取得後5年以上の実務経験及び大学などで必要な単位を履修した者であって、免許授与権者が実施する教育職員検定に合格した者に与えられる。
- 普通二種免許状は、あん摩マッサージ指圧師、はり師・きゅう師の免許を取得後、文部科学大臣の指定する特別支援学校教員養成機関の教員養成課程で1年以上在学した者、または、あん摩マッサージ指圧師、はり師・きゅう師の免許を取得後、視覚特別支援学校理療科の助教諭や助手として5年以上勤務したのちに、免許授与権者が行う教育職員検定に合格した者に与えられる。
- 普通免許の取得者は、特別支援学校の他にあん摩マッサージ指圧師、はり師・きゅう師の養成施設において基礎科目を除く全ての教科を担当し教授することができる[1]。
- 普通免許の取得者は、柔道整復師養成施設において、専門基礎科目（解剖学、生理学、病理学、衛生学・公衆衛生学、一般臨床医学、関係法規、医学史）の教授を行うことができる[2]。